# Marie-Josée Kerschen

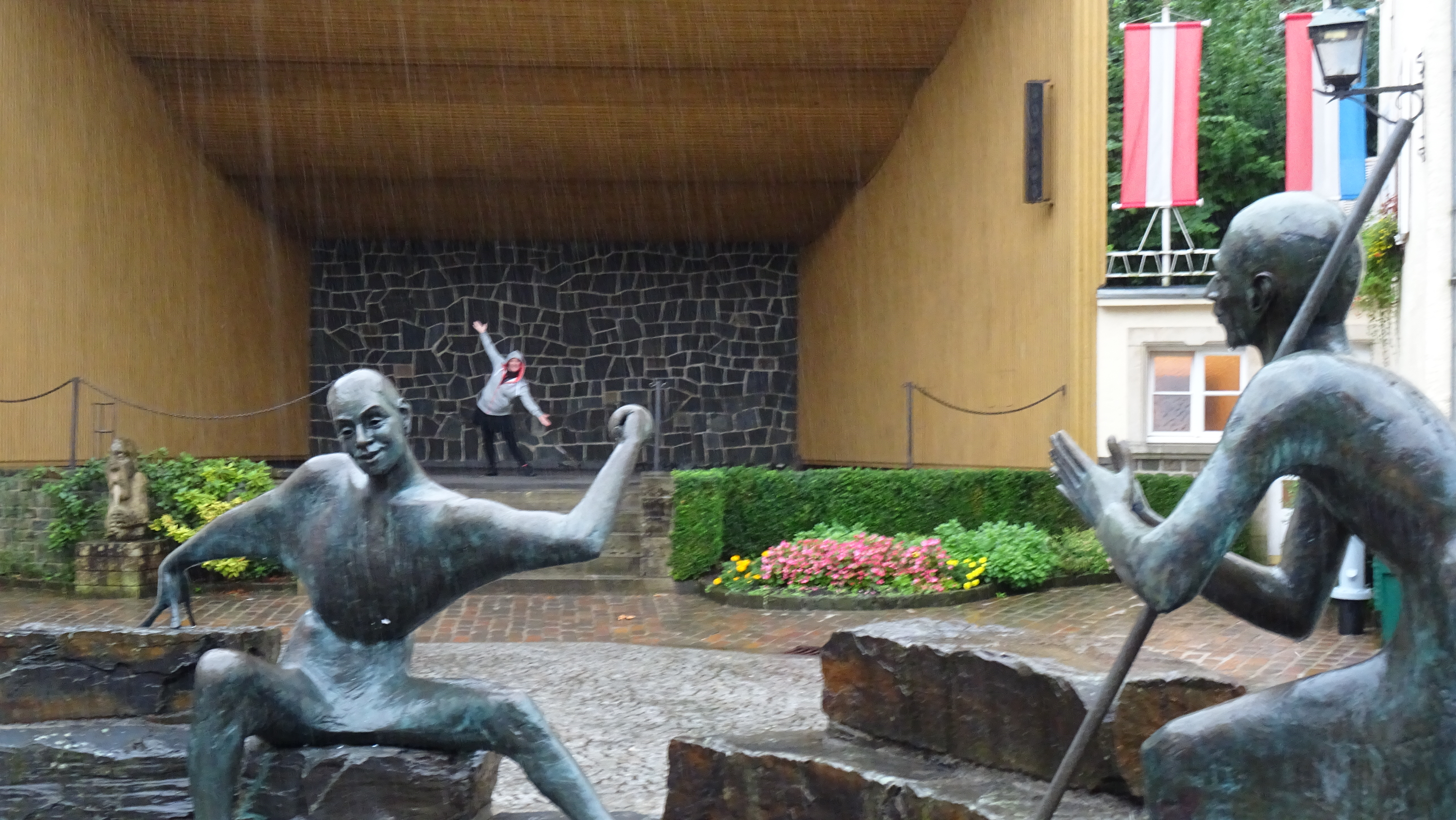
Detail De Weissert, de Musikant an de Veiner Geek (2001), Vianden

Marie-Josée Kerschen (Esch-sur-Alzette, 1952) is een Luxemburgs beeldhouwer.

## Leven en werk
Kerschen werd opgeleid aan de kunstacademies in Kalrsruhe (1974-1978) en Carrara (1978-1982) en werkte enige tijd op de Cité Internationale des Arts in Parijs (1983). In 1988 vervolgde ze haar opleiding aan de Internationale Sommerakademie Salzburg.
Kerschen beeldhouwt vooral mensfiguren. Ze werkt onder meer in marmer en brons, maar heeft een voorkeur voor hout. Ze heeft sinds 1982 een atelier in Vianden, waar ze in de loop der jaren met diverse kunstenaars heeft samengewerkt, onder wie de Nederlandse beeldhouwer Willem Bouter en de Italiaanse mozaïekkunstenaar Carlo Signorini. In 2010 trouwde ze met Signorini. Kerschen sloot zich aan bij de Association des Artistes Plasticiens du Luxembourg en de Cercle Artistique de Luxembourg. Ze ontving diverse prijzen voor haar werk, waaronder de Prix Grand-Duc Adolphe (1992). In 2022 werd Kerschen benoemd tot ridder in de Orde van Verdienste van het Groothertogdom Luxemburg. 

## Enkele werken
- 1991 Heilige Theresia en Maximiliaan Kolbe, bronzen nisbeelden voor de voorgevel van de kerk van Walferdange.
- 1992 Abbraccio, monument ter herinnering aan Italiaanse migratie in Esch-sur-Alzette.
- 1993 Monument aux morts in Nommern.
- 1997 drie bronzen figuren bij de École privée Sainte-Anne in Ettelbruck.
- 1998 Monument en hommage aux bienfaiteurs, beeldengroep in Mertert.
- 2001 De Weissert, de Musikant an de Veiner Geek, bronzen beeldengroep bij het stadhuis van Vianden.
- 2007 7up for Peace, eikenhouten beeldengroep als onderdeel van een vredesweg, bij de begraafplaats in Boulaide.
- 2008 Die Lebensspirale, beeld op de begraafplaats van Bertrange.

## Galerij

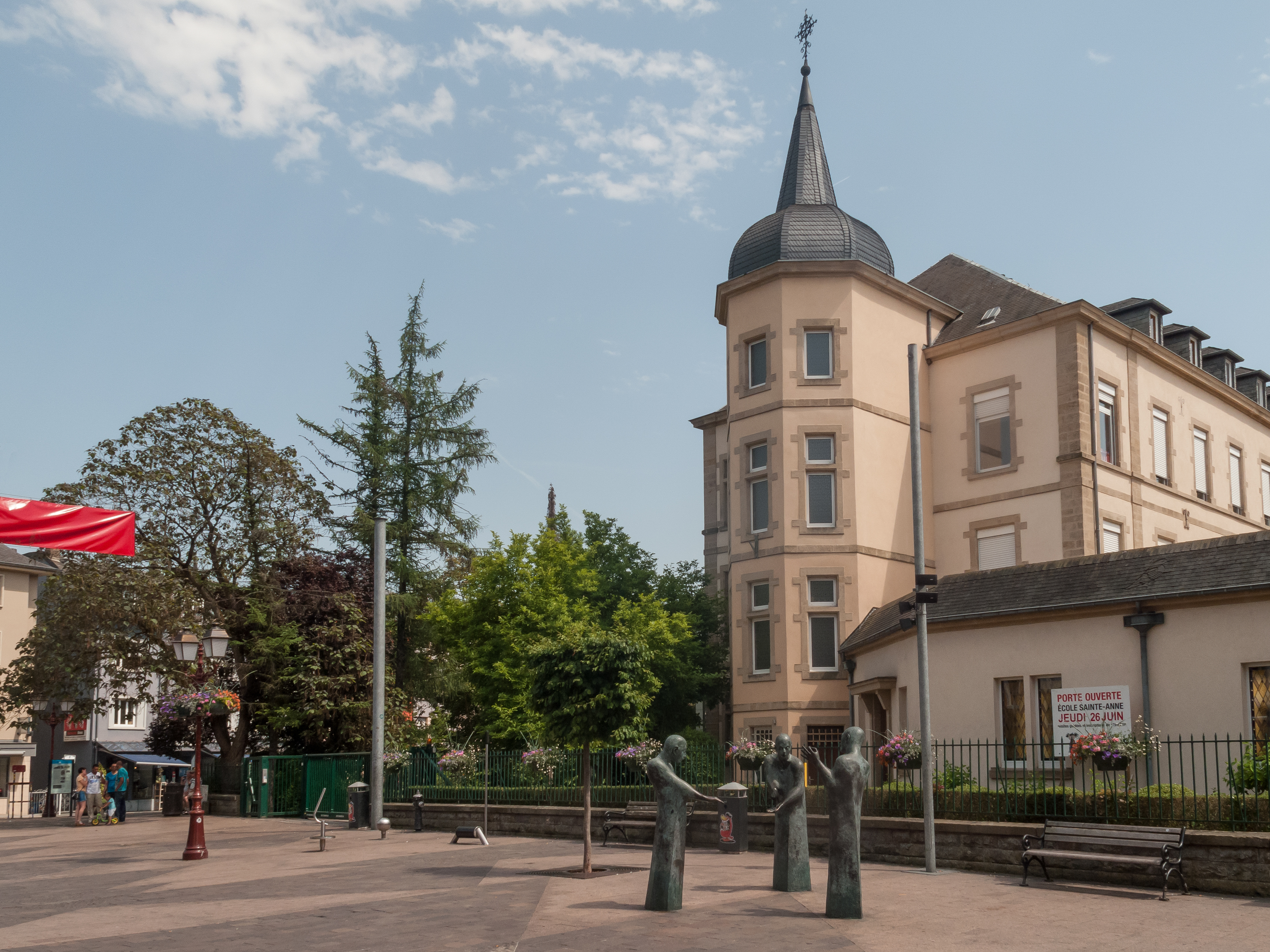
Drie bronzen figuren (1997), Ettelbruck
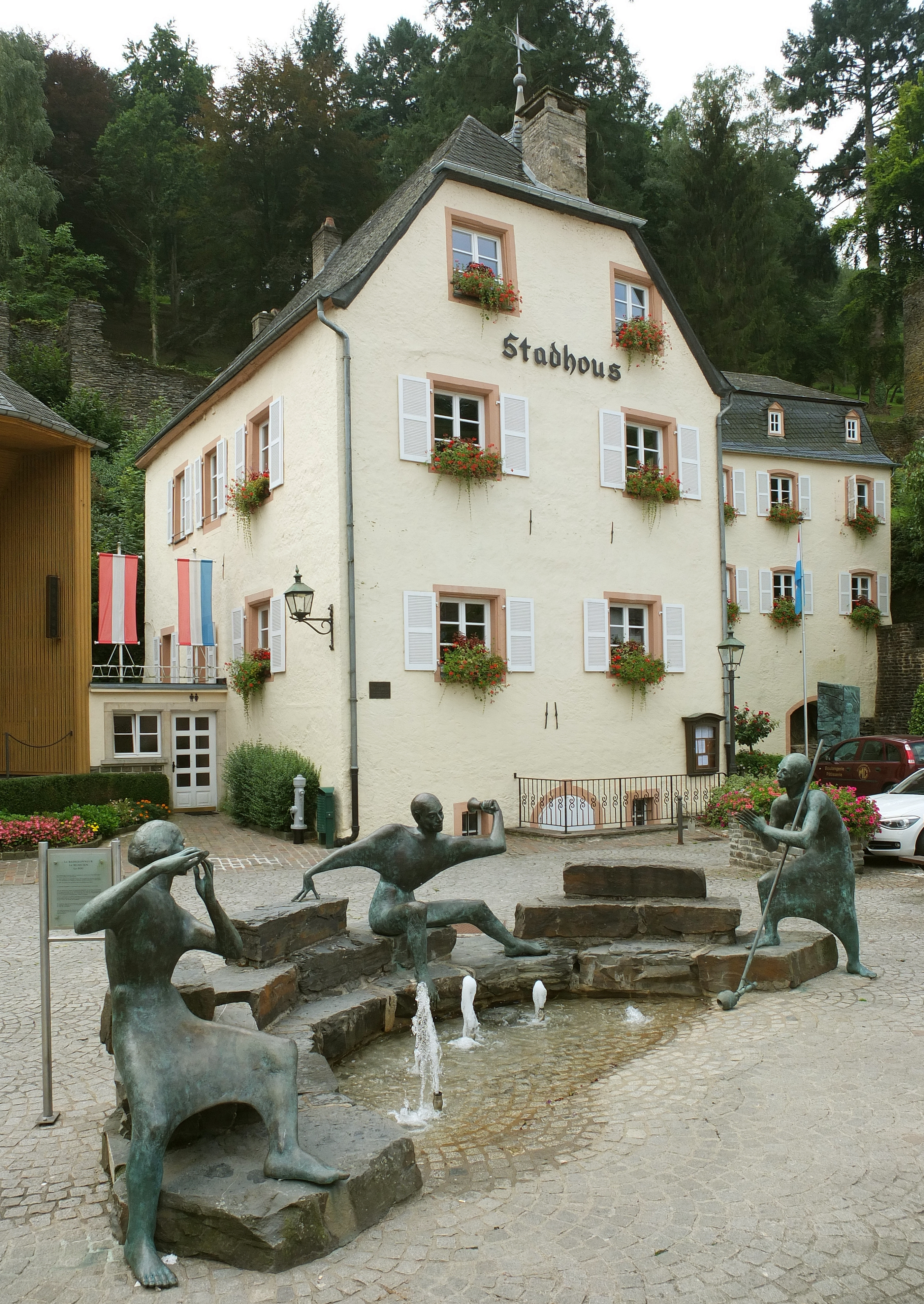
De Weissert, de Musikant an de Veiner Geek (2001), Vianden

## Onderscheidingen
- 1979 Scolpire all’aperto, publieksprijs in Carrara.
- 1983 Prix de la sculpture op de Biennale des jeunes in Esch-sur-Alzette.
- 1992 Prix Grand-Duc Adolphe.
- 1993 Prix du Ministère de la culture op de Quinquennale van Esch-sur-Alzette.
- 1996 Prix Limes.
- 2009 Prix du Jury, Hettange-Grande.
- 2022 Ridder in de Orde van Verdienste.